# دا لات
دا لات (به انگلیسی: Da Lat) پایتخت استان لام دونگ در ویتنام است. از سال ۲۰۰۹ جمعیت این شهر بالغ بر۲۰۵۱۰۵ گزارش شده است. این شهر ۱۵۰۰ متر بالاتر از سطح دریا فاصله داشته، و در فلات Langbiang از بخش‌های جنوبی ارتفاعات مرکزی ویتنام واقع شده است.